# Да Мата (футболист)
Жуа́н Пе́дро ду Насиме́нту́ да Ма́та (порт.-браз. João Pedro do Nascimento da Mata; род. 13 марта 2006, Бауру, Сан-Паулу) — бразильский футболист, защитник клуба «Фламенго».

## Клубная карьера
Да Мата — воспитанник клуба «Фламенго».

## Международная карьера
В 2023 году в составе юношеской сборной Бразилии Да Мата стал победителем юношеского чемпионата Южной Америки в Эквадоре. На турнире он сыграл в матчах против сборных Колумбии, Уругвая, Венесуэлы, Парагвая, Аргентины, а также дважды против Эквадора и Чили. 
В том же году Да Мата принял участие в юношеском чемпионате мира в Индонезии. На турнире он сыграл в матчах против команд Ирана, Эквадора, Англии и Аргентины. 

## Достижения
Сборная Бразилии
- Чемпион юношеского чемпионата Южной Америки (до 17 лет): 2023